# Сікора перуанська
Сіко́ра перуанська (Leptasthenura pileata) — вид горобцеподібних птахів родини горнерових (Furnariidae). Ендемік Перу.

## Підвиди
Виділяють три підвиди:
- L. p. cajabambae Chapman, 1921 — північне і центральне Перу (від Кахамарки на південь до Хуніна і Уанкавеліки);
- L. p. pileata Sclater, PL, 1881 — захід Центрального Перу (долини річок Чільон[es] і Рімак[es] в регіоні Ліма);
- L. p. latistriata Koepcke, 1965 — південь Центрального Перу (західна Уанкавеліка, Аякучо, північна Арекіпа).

## Поширення і екологія
Перуанські сікори мешкають в Перуанських Андах. Вони живуть у високогірних чагарникових заростях та у вологих гірських тропічних лісах Polylepis. Зустрічаються на висоті від 2000 до 4300 м над рівнем моря. Живляться комахами, яких шукають серед рослинності.